# Людмила Черних
Людмила Ивановна Черних (на руски: Людмила Ивановна Черных; на украински: Людмила Іванівна Черних) е съветска (руска и украинска) астрономка, откривателка на малки планети.

## Биография
Родена е на 13 юни 1935 година в Шуя, Ивановска област, РСФСР, СССР. През 1959 г. завършва Градския педагогически университет в Иркутск. Работи в лабораторията за време и честота в Иркутск в периода 1959 – 1963 г.
Между 1964 и 1998 г. е научен сътрудник в Института по теоретична астрономия в Ленинград от Академията на науките на СССР с месторабота в Кримската астрофизическа обсерватория. Става старши научен сътрудник в обсерваторията през 1998 г.
Черних открива множество астероиди, включително и Аполо, 2212 Хефест и 3147 Саманта.
Омъжена е за колегата си Николай Степанович Черних. С него наричат астероид 2530 Шипка по случай 100-годишнината от епичните боеве за връх Шипка. Астероидът 2325 Черних, открит през 1979 г. от чехословашкия астроном Антонин Маркос, е наименуван в тяхна чест.